# Коул, Лаури Эгертон, 4-й граф Эннискиллен
Лаури Эгертон Коул, 4-й граф Эннискиллен (англ. Lowry Egerton Cole, 4th Earl of Enniskillen; 21 декабря 1845 — 28 апреля 1924) — англо-ирландский пэр и консервативный политик. Он носил титул учтивости — виконт Коул с 1850 по 1886 год.

## Происхождение и образование
Родился 21 декабря 1845 года. Второй сын Уильяма Уиллоби Коула, 3-го графа Эннискиллена (1807—1886), и его первой жены Джейн Касамайджор (? — 1855). Он получил образование в Итонском колледже.

## Политическая карьера

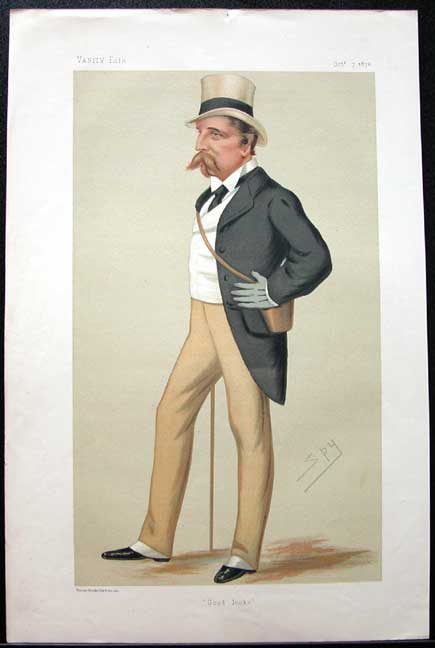
'Хорошо выглядит'. Карикатура на лорда Эннискиллена работы Spy, опубликованная в журнале Vanity Fair в 1876 году.

В 1870 году лорд Коул был назначен верховным шерифом графства Фермана. С 1880 по 1885 год он заседал в Палате общин Великобритании от Эннискиллена.
12 ноября 1886 года после смерти своего отца Лаури Эгертон Коул унаследовал титулы 4-го графа Эннискиллена, 4-го виконта Эннискиллена (графство Фермана), 3-го барона Гринстеда из Гринстеда (графство Уилтшир) и 5-го барона Маунтфлоренса из Флоренс-Корта (графство Фермана), став членом Палаты лордов Великобритании.
Кавалер Ордена Святого Патрика (1902), заместитель лейтенанта и мировой судья графства Фермана.

## Личная жизнь
12 июля 1869 года лорд Эннискиллен женился на Шарлотте Мэрион Бэрд (? — 30 января 1937), дочери богатого шотландского бизнесмена Дугласа Бэрда и его жены Шарлотты Эктон. У супругов было девять детей:
- Уильям Уиллоуби Коул (26 июня 1870 — 28 июня 1870)
- Леди Шарлотта Джейн Кристиан Коул (5 марта 1872 — 27 апреля 1892)
- Леди Кэтлин Мэри Коул (25 ноября 1873 — 17 июня 1956)
- Мэрион Коул (22 декабря 1874 — 30 декабря 1874)
- Джон Генри Майкл Коул, 5-й граф Эннискиллен (10 сентября 1876 — 19 февраля 1963), второй сын и преемник отца.
- Леди Флоренс Энн Коул (3 февраля 1878 — 17 мая 1914), она вышла замуж за Хью Чамли, 3-го барона Деламера из Вейл-Ройял (1870—1931)[2].
- Мюриэль Огаста Мэри Коул (28 апреля 1879 — 21 апреля 1880)
- Достопочтенный Гэлбрейт Лоури Эгертон Коул[англ.] (8 марта 1881 — 6 октября 1929), пионер-поселенец (1905) Протектората Восточной Африки.
- Достопочтенный Реджинальд Беркли Коул (26 ноября 1882 — 27 апреля 1925).

Лорд Эннискиллен скончался в апреле 1924 года в возрасте 78 лет, и его титулы унаследовал его второй сын Джон.